# Ратна Бамрунгтракул, Роберт
Роберт Ратна Бамрунгтракул (11 февраля 1916 года, Бангкок, Таиланд — 8 декабря 2000 года, Чиангмай, Таиланд) — католический прелат, епископ Ратбури с 26 июня 1969 года по 28 апреля 1975 год, епископ Чиангмая с 28 апреля 1975 года по 17 октября 1986 года.

## Биография
Роберт Ратна Бамрунгтракул родился 11 февраля 1916 года в Бангкоке, Таиланд. 31 января 1949 года был рукоположён в священника.
26 июня 1969 года Римский папа Павел VI назначил Роберта Ратну Бамрунгтракула епископом Ратчабури. 7 сентября 1969 года состоялось рукоположение Роберта Ратны Бамрунгтракула в епископа, которое совершил епископ Сураттхани Пьетро Луиджи Карретто в сослужении с архиепископом Бангкока Иосифом Кхиамсуном Ниттайо и епископом Удонтхани Клеренсом Джеймсом Дьюхартом.
17 октября 1986 года Роберт Ратна Бамрунгтракул вышел в отставку. Скончался 8 декабря 2000 года.